# Ioan Mavrocordat
Ioan Mavrocordat war Fürst der Moldau vom 29. Juni 1743 bis zum Mai 1747.
Ioan Mavrocordat war ein Sohn von Fürst Nicolae Mavrocordat und Bruder des Fürsten Constantin Mavrocordat. Er unterschied sich von diesen grundsätzlich durch seine Leidenschaft für kostspielige Feste. Aufgrund vieler unnötiger Ausgaben musste der Fürst die Steuerlast immer weiter anheben, sodass schließlich viele Bojaren ins polnische Exil gingen. Nach seiner Absetzung durch die Hohe Pforte verbrachte er seinen Lebensabend in Istanbul.
| Personendaten    | Personendaten                    |
| ---------------- | -------------------------------- |
| NAME             | Mavrocordat, Ioan                |
| KURZBESCHREIBUNG | Herrscher des Fürstentums Moldau |
| GEBURTSDATUM     | vor 1743                         |
| STERBEDATUM      | nach 1747                        |